# Espacio-tiempo esféricamente simétrico
En física, los espacios-tiempo esféricamente simétricos se usan comúnmente para obtener soluciones analíticas y numéricas a las ecuaciones de campo de Einstein en presencia de polvo en movimiento radial, fluidos compresibles o incompresibles (como materia oscura ) o bariones (hidrógeno). Debido a que los espacios-tiempo esféricamente simétricos son, por definición, irrotacionales, no son modelos realistas de agujeros negros en la naturaleza. Sin embargo, sus métricas son considerablemente más simples que las de los tiempos espaciales rotativos, lo que las hace mucho más fáciles de analizar. 
Los modelos esféricamente simétricos no son del todo inapropiados: muchos de ellos tienen diagramas de Penrose similares a los de los tiempos espaciales rotativos, y estos típicamente tienen características cualitativas (como los horizontes de Cauchy) que no se ven afectados por la rotación. Una de esas aplicaciones es el estudio de la inflación masiva debido a las contracorriente de materia que cae en el interior de un agujero negro. 

## Definición formal
Un espacio-tiempo con simetría esférica es un espacio-tiempo cuyo grupo de isometría contiene un subgrupo que es isomorfo al grupo de rotación SO(3) y las órbitas de este grupo son 2-esferas (ordinarias esferas dos-dimensionales en espacio euclidiano de tres dimensiones). Las isometrías se interpretan entonces como rotaciones y un espacio-tiempo esféricamente simétrico se describe a menudo como aquel cuya métrica es "invariante bajo rotaciones". La métrica del espacio-tiempo induce una métrica en cada órbita de 2 esferas (y esta métrica inducida debe ser un múltiplo de la métrica de una 2-esfera). Convencionalmente, la métrica en la esfera 2 se escribe en coordenadas polares como: 
{\displaystyle g_{\Omega }=d\theta ^{2}+\sin ^{2}\theta \,d\varphi ^{2}} ,
y entonces la métrica completa incluye un término proporcional a esto. 
La simetría esférica es un rasgo característico de muchas soluciones de las ecuaciones de campo de la relatividad general de Einstein, especialmente la solución de Schwarzschild y la solución de Reissner-Nordström. Un espacio-tiempo esféricamente simétrico se puede caracterizar de otra manera mediante el uso de la noción de campos vectoriales Killing, que, en un sentido muy preciso, preservan la métrica. Las isometrías mencionadas anteriormente son en realidad difeomorfismos de flujo local de los campos vectoriales de Killing y, por lo tanto, generan estos campos vectoriales. Para un espacio-tiempo esféricamente simétrico {\displaystyle M}, hay exactamente 3 campos de vectores rotativos de Killing. Dicho de otra manera, la dimensión del álgebra de Killing {\displaystyle K(M)} es 3; es decir, {\displaystyle \dim K(M)=3} . En general, ninguno de estos es similar al tiempo, ya que eso implicaría un espacio-tiempo estático. 
Se sabe (véase el teorema de Birkhoff ) que cualquier solución esféricamente simétrica de las ecuaciones de campo de vacío es necesariamente isométrica a un subconjunto de la solución de Schwarzschild máximamente extendida. Esto significa que la región exterior alrededor de un objeto gravitante esféricamente simétrico debe ser estática y asintóticamente plana .

## Métricas esféricamente simétricas
Convencionalmente, uno usa coordenadas esféricas {\displaystyle x^{\mu }=(t,r,\theta ,\phi )}, para escribir la métrica. Son posibles varios gráficos de coordenadas ; éstos incluyen: 
- Coordenadas de Schwarzschild
- Coordenadas isotrópicas, en las que los conos de luz son redondos y, por lo tanto, útiles para estudiar polvos nulos .
- Coordenadas polares gaussianas, a veces utilizadas para estudiar fluidos estáticos esféricos simétricos perfectos.
- Radio circunferencial, dado a continuación, conveniente para estudiar la inflación masiva.

## Radio circunferencial métrico
Una métrica popular, utilizada en el estudio de la inflación masiva, es 
{\displaystyle ds^{2}=g_{\mu \nu }dx^{\mu }dx^{\nu }=-{\frac {dt^{2}}{\alpha ^{2}}}+{\frac {1}{\beta _{r}^{2}}}\left(dr-\beta _{t}{\frac {dt}{\alpha }}\right)^{2}+r^{2}\,g(\Omega ).}
Aquí, {\displaystyle g(\Omega )} es la métrica estándar en la unidad de radio de 2 esferas {\displaystyle \Omega =(\theta ,\phi )} . La coordenada radial {\displaystyle r} se define para que sea el radio circunferencial, es decir, para que la circunferencia adecuada en el radio {\displaystyle r} sea {\displaystyle 2\pi r} . En esta elección de coordenadas, el parámetro {\displaystyle \beta _{t}} se define para que {\displaystyle \beta _{t}=dr/d\tau } es la tasa de cambio adecuada del radio circunferencial (es decir, donde {\displaystyle \tau } es el tiempo propio). El parámetro {\displaystyle \beta _{r}} puede interpretarse como la derivada radial del radio circunferencial en un marco de caída libre; esto se hace explícito en el formalismo de la tétrada. 

### Formalismo de tétrada ortonormal
Tenga en cuenta que la métrica anterior se escribe como una suma de cuadrados y, por lo tanto, puede entenderse que codifica explícitamente un vierbein y, en particular, una tétrada ortonormal. Es decir, el tensor métrico se puede escribir como un retroceso de la métrica de Minkowski {\displaystyle \eta _{ij}} : 
{\displaystyle g_{\mu \nu }=\eta _{ij}\,e_{\;\mu }^{i}\,e_{\;\nu }^{j}}
donde {\displaystyle e_{\;\mu }^{i}} es el vierbein inverso. La convención aquí y en lo que sigue es que los índices romanos se refieren al marco de tétrada ortonormal plano, mientras que los índices griegos se refieren al marco de coordenadas. El vierbein inverso se puede leer directamente de la métrica anterior como 
{\displaystyle e_{\;\mu }^{t}dx^{\mu }={\frac {dt}{\alpha }}}
{\displaystyle e_{\;\mu }^{r}dx^{\mu }={\frac {1}{\beta _{r}}}\left(dr-\beta _{t}{\frac {dt}{\alpha }}\right)}
{\displaystyle e_{\;\mu }^{\theta }dx^{\mu }=rd\theta }
{\displaystyle e_{\;\mu }^{\phi }dx^{\mu }=r\sin \theta d\phi }
donde se tomó la firma para ser {\displaystyle (-+++)} . Escrito como una matriz, el vierbein inverso es 
{\displaystyle e_{\;\mu }^{i}={\begin{bmatrix}{\frac {1}{\alpha }}&0&0&0\\-{\frac {\beta _{t}}{\alpha \beta _{r}}}&{\frac {1}{\beta _{r}}}&0&0\\0&0&r&0\\0&0&0&r\sin \theta \\\end{bmatrix}}}
El vierbein en sí es el inverso (transposición) del vierbein inverso 
{\displaystyle e_{i}^{\;\mu }={\begin{bmatrix}\alpha &\beta _{t}&0&0\\0&\beta _{r}&0&0\\0&0&{\frac {1}{r}}&0\\0&0&0&{\frac {1}{r\sin \theta }}\\\end{bmatrix}}}
Es decir, {\displaystyle (e_{\;\mu }^{i})^{T}e_{i}^{\;\nu }=e_{\mu }^{\;\;i}e_{i}^{\;\nu }=\delta _{\mu }^{\nu }} es la matriz de identidad 
La forma particularmente simple de lo anterior es un factor de motivación principal para trabajar con la métrica dada. 
El vierbein relaciona los campos vectoriales en el marco de coordenadas con los campos vectoriales en el marco de la tétrada, como 
{\displaystyle \partial _{i}=e_{i}^{\;\mu }{\frac {\partial \;\;}{\partial x^{\mu }}}}
Los más interesantes de estos dos es {\displaystyle \partial _{t}} el cual es el tiempo apropiado en el marco de descanso, y {\displaystyle \partial _{r}} que es la derivada radial en ese marco. Por construcción, como se señaló anteriormente, {\displaystyle \beta _{t}} fue la tasa de cambio adecuada del radio circunferencial; esto ahora se puede escribir explícitamente como 
{\displaystyle \beta _{t}=\partial _{t}r}
Del mismo modo, uno tiene 
{\displaystyle \beta _{r}=\partial _{r}r}
que describe el gradiente (en el marco de tétrada de caída libre) del radio circunferencial a lo largo de la dirección radial. Esto no está en unidad general; compárese, por ejemplo, con la solución estándar de Swarschild, o la solución Reissner-Nordström. El signo de {\displaystyle \beta _{r}} determina efectivamente "en qué dirección está abajo"; el signo de {\displaystyle \beta _{r}} distingue tramas entrantes y salientes, de modo que {\displaystyle \beta _{r}>0} es un marco entrante, y {\displaystyle \beta _{r}<0} es un marco saliente. 
Estas dos relaciones en el radio circunferencial proporcionan otra razón por la cual esta parametrización particular de la métrica es conveniente: tiene una caracterización intuitiva simple. 

### Forma de conexión
La forma de conexión en el marco de la tétrada se puede escribir en términos de los símbolos de Christoffel {\displaystyle \Gamma _{ijk}} en el marco de la tétrada, que están dados por 
{\displaystyle \Gamma _{rtt}=-\partial _{r}\ln \alpha }
{\displaystyle \Gamma _{rtr}=-\beta _{t}{\frac {\partial \ln \alpha }{\partial r}}+{\frac {\partial \beta _{t}}{\partial r}}-\partial _{t}\ln \beta _{r}}
{\displaystyle \Gamma _{\theta t\theta }=\Gamma _{\phi t\phi }={\frac {\beta _{t}}{r}}}
{\displaystyle \Gamma _{\theta r\theta }=\Gamma _{\phi r\phi }={\frac {\beta _{r}}{r}}}
{\displaystyle \Gamma _{\phi \theta \phi }={\frac {\cot \theta }{r}}}
y todos los demás cero. 

### Ecuaciones de Einstein
Se puede encontrar un conjunto completo de expresiones para el tensor de Riemann, el tensor de Einstein y el escalar de curvatura de Weyl en Hamilton & Avelino. Las ecuaciones de Einstein se convierten en: 
{\displaystyle \nabla _{t}\beta _{t}=-{\frac {M}{r^{2}}}-4\pi rp}
{\displaystyle \nabla _{t}\beta _{r}=4\pi rf}
dónde {\displaystyle \nabla _{t}} es la derivada del tiempo covariante (y {\displaystyle \nabla } la conexión Levi-Civita ), {\displaystyle p} la presión radial (¡no la presión isotrópica!), y {\displaystyle f} el flujo de energía radial. La masa {\displaystyle M(r)} es la masa de Misner-Thorne o masa interior, dada por 
{\displaystyle {\frac {2M}{r}}-1=\beta _{t}^{2}-\beta _{r}^{2}}
Como estas ecuaciones son efectivamente bidimensionales, pueden resolverse sin dificultad abrumadora para una variedad de suposiciones sobre la naturaleza del material que cae (es decir, por la suposición de un agujero negro esféricamente simétrico que acumula polvo cargado o neutro, gas, plasma u materia oscura, de alta o baja temperatura, es decir, material con varias ecuaciones de estado.) 